# 梅珂
梅珂（1473年—？），字邦振，直隸太平府蕪湖縣人，民籍，明朝政治人物。

## 生平
弘治十四年（1501年）辛酉科應天府鄉試第九十五名舉人。弘治十五年（1502年）聯捷壬戌科會試第二百二十七名，三甲第五十五名進士。

## 家族
曾祖梅郁；祖父梅隨；父梅愷，母李氏。具庆下。兄珠、瑞。